# Famille de Lambertye
La famille de Lambertye, est une famille subsistante de la noblesse française, d'ancienne extraction, originaire du Périgord puis établie en Lorraine.
Elle est parfois désignée comme étant une des familles membre des petit chevaux de Lorraine.
Elle prouve sa filiation depuis Pierre de Lambertye, cité dans une montre de 1405.

## Personnalités
- Joseph-Emmanuel-Auguste-François de Lambertye, député aux Etats généraux en 1789,
- Léonce de Lambertye, botaniste français,
- Jean de Lambertye, homme d'affaires, président de La Demeure historique.

## Château de Lambertye
Le château de Lambertye (Mialet, Dordogne) a été rebati trois fois. Il a été brulé une première fois par les Anglais sous Charles VI, une seconde fois par l'amiral de Coligny dans les troubles de la Réforme en 1569.

## Titres
Les membres de sa famille ont porté les titres suivants :
- Marquis de Gerbéviller par lettres patentes du 8 février 1719.
- Comte de Lambertye par lettres patentes du 1er juin 1644.
- Baron de Bioncourt.
- Seigneur de Saint-Martin l'Ars.

## Alliances notables
Les principales alliances de la famille sont : de La Faye, du Plessis d'Argentré, de La Trémoïlle, d'Arenberg, de Rohan-Chabot, d'Andigné, de Lignéville, de Ficquelmont, de Custine, de Choiseul, d'Aydie, de Nesmond, de Rochechouart-Pontville, d'Abzac, de Raincourt, Parent de Curzon, de Guilhermy, du Breuil-Hélion, de La Rochefoucauld.

## Galerie

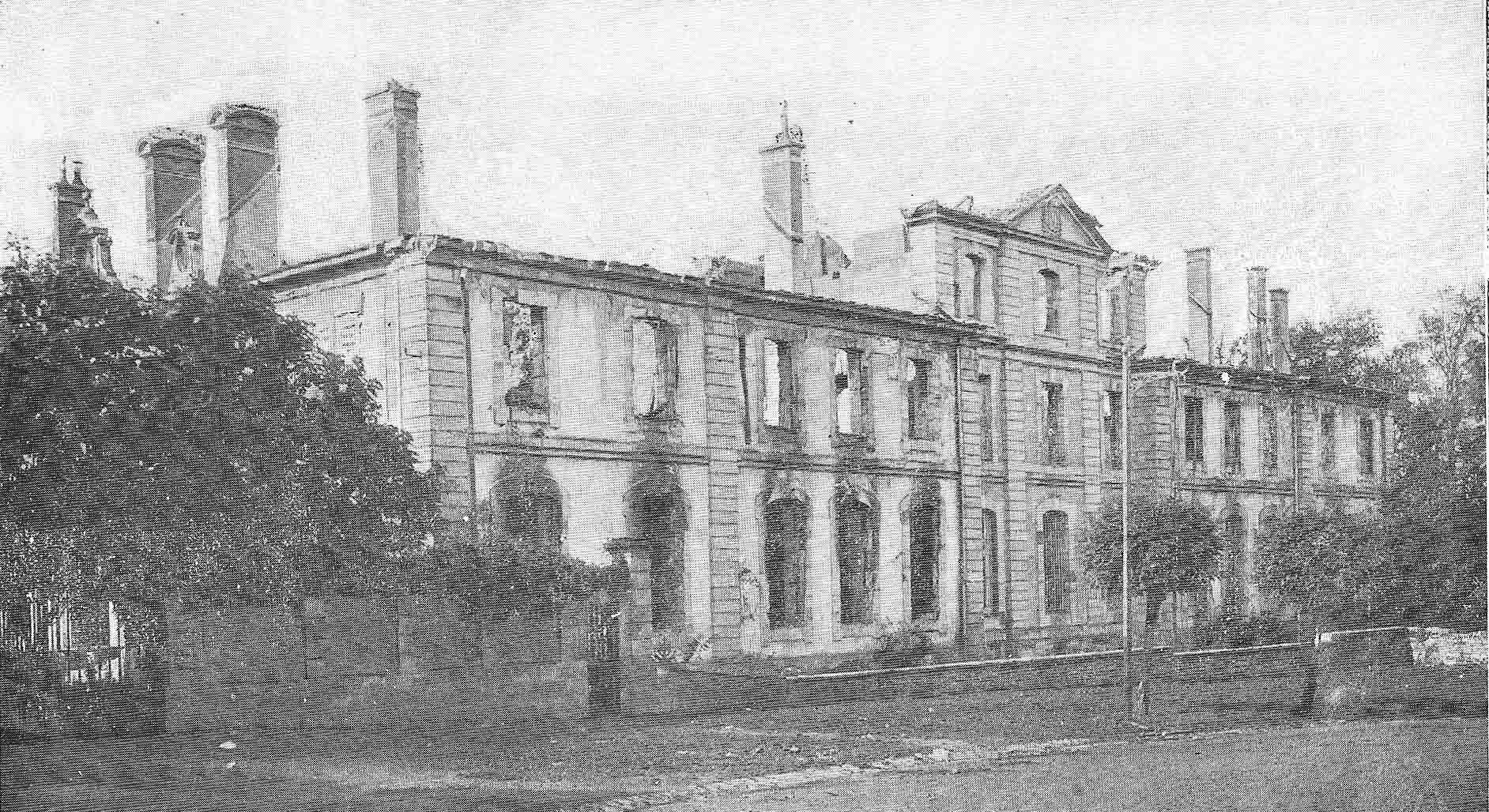
Château des marquis de Lambertye.
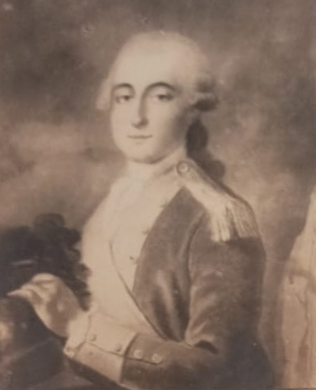
Pierre Michel de Lambertye (1750-1831)
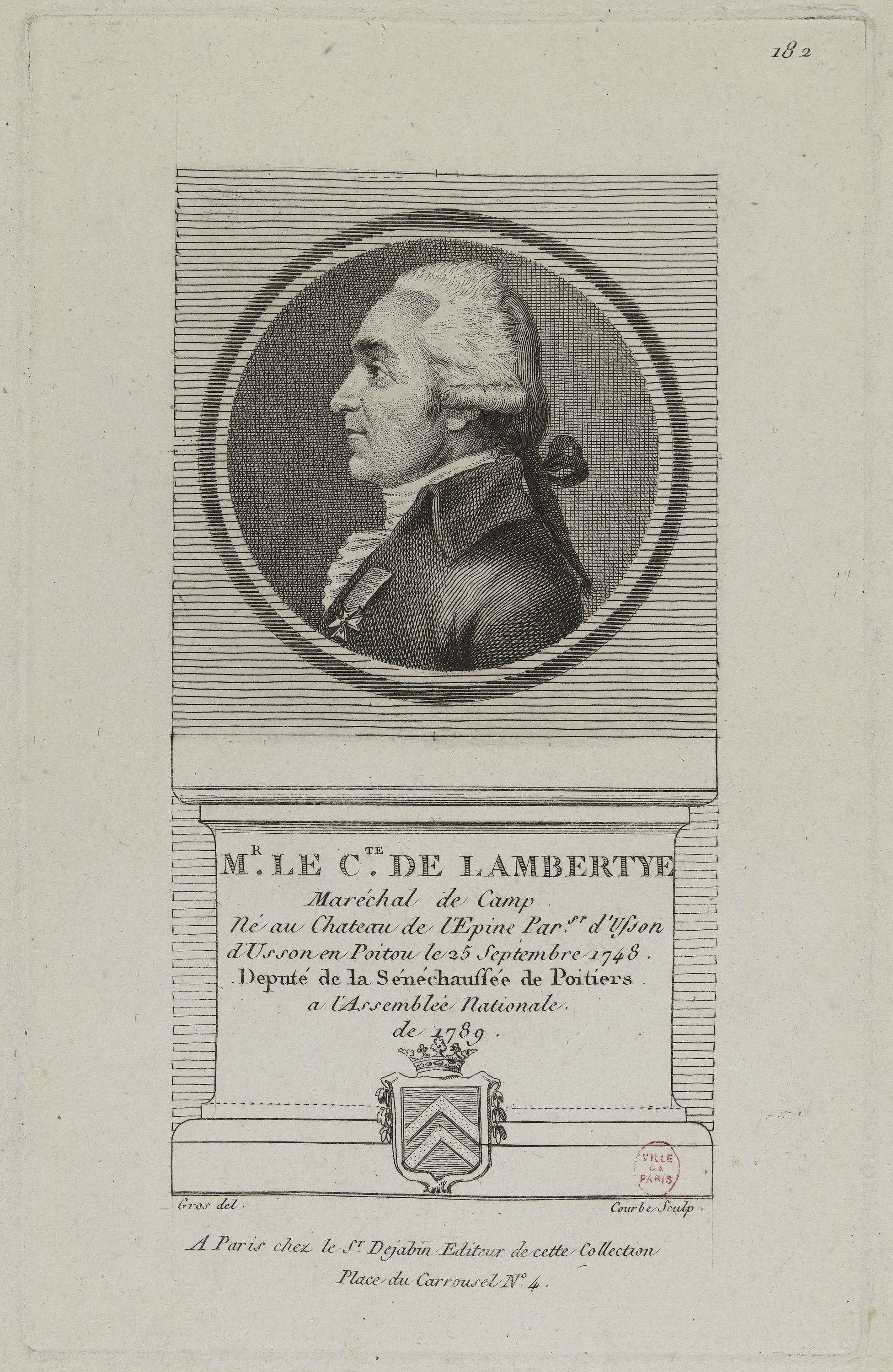
Comte de Lambertye (1711-1831) député aux Etats-généraux
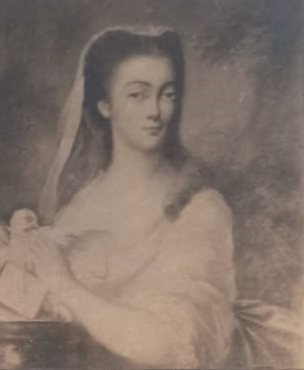
Comtesse de Lambertye guillotinée à la Révolution.

## Armes
| Image | Armoiries |
| ----- | --- |
|       | Armes: D'azur à deux chevrons d'or. - Devise : Fais le bien, advienne que pourra. - La commune de Mialet, sur laquelle est présent le château de Lambertie porte les mêmes armes légèrement brisées. |